# 鎌倉もののふ隊
鎌倉もののふ隊（かまくらもののふたい）は、鎌倉を拠点に、2005年（平成17年）に結成された歴史活動グループ。2023年（令和5年）で結成18周年を迎えている。おもてなし武将隊のように必ずしも固定されたメンバーで構成されておらず、メンバーは活動の都度募集される一般参加型の甲冑隊であるため、団体としての実体があるようでない。固定のメンバーは「郎党」と称されており、2023年（令和5年）3月31日現在1,728名が「郎党」として活動登録している。

## 概要
鎌倉もののふ隊（かまくらもののふたい）は鎌倉を拠点に、
- 子どもに歴史を語り継ぐ
- 先祖供養
- 地域振興

の3つの趣旨で鎌倉の歴史をテーマに活動するグループ。2005年（平成17年）に結成。運営は鎌倉在住の保育士・鎌倉智士が行っている。2011年（平成23年）に前身のグループ名「大文字党」から「鎌倉もののふ隊」に変更された。2014年（平成26年）から2023年（令和5年）3月末までの10年間で2,358回の出陣(活動)を行い、メンバーは延べ10,616名参加している。うち1,728名が「郎党」として活動登録している（2023年（令和5年）3月31日現在）。
923年（延長元年）1月、醍醐天皇から「相模国の賊を討伐せよ」との勅令を受け、 母とともに東国に下向（転住）した平良文を鎌倉平氏の祖として、鎌倉氏の一族たちは鎌倉郡のみならず相模国内でも随一の広範囲を開拓し治めてきた。しかしながら源頼朝によって攻め滅ぼされてしまったことで、敗者は歴史を語ることができず、鎌倉には一族の墓すらもう残っていないという無念から、埋もれてしまった歴史や先祖の存在を後世に語り継ぐことで、先祖の供養に寄与することを趣旨の1つにしている。
なお、鎌倉権五郎景政の命日である9月18日に近い日曜日に「鎌倉武士まつり」を開催するとともに、2023年（令和5年）を鎌倉平氏発祥1,100年の記念年としている。

### 鎌倉氏略年表
- 延長元年（923年）1月、平良文は醍醐天皇の勅命により相模国の賊を討伐。相模国鎌倉郡村岡郷村岡に居を構える。[12]
- 延長9年（931年）、平良文は平将門に加勢し染谷川合戦で勝利。妙見菩薩の加護により窮地を脱す。[13]
- 天慶元年（938年）、桓武天皇が早良親王を祀った京都の御霊宮を平良文は相模国鎌倉郡村岡郷に勧請。村岡郷高谷に城館を構える。[12][14][15][16][17][18][19][20][21][22]。平良文は相模国鎌倉郡洲崎郷に天満宮を勧請。[23]平良文は相模国鎌倉郡玉輪郷に御霊宮を勧請。[21]ただし『十二天王 碑』には天慶3年（940年）のことと記される。
- 天慶4年（941年）8月、平良文は相模国鎌倉郡村岡郷川名に御霊宮を勧請。[24]
- 天暦6年（952年）12月18日、平良文が病死し相模国鎌倉郡村岡郷村岡の二伝寺に葬られる。[12]
- 天略8年（954年）、平貞光（平貞通）が平忠光の長男として生まれる。平貞光（平貞通）は相模国鎌倉郡長尾郷を拓く。[25][26][27]平貞光（平貞通）は頼光四天王に数えられ、鎌倉、梶原、長尾、長江(逗子)、小坂、香河(茅ヶ崎)、柳下(小田原)、金井(戸塚)などを領す。[28][29][30][31][32][33][34][35][36]
- 天元3年（980年）、平忠通が平貞光（平貞通）の長男として生まれる。平忠通は村岡を本拠に鎌倉、大庭(藤沢)、田村(平塚)などを領す。[22][32][33][34]平忠通は相模国三浦郡を拓く。[19]
- 長徳元年（995年）、平忠通は下向する藤原実方と和歌を詠む。[37][38]
- 長元4年（1031年）、長元の乱（平忠常の乱）で京都から追討使として貴族の平直方が下向するが鎮圧に失敗し、平直方はわずか2年で解任され京都へ帰り、荘園として入手した相模国鎌倉郡亀谷の地を放棄し、平直方の娘婿源頼義に譲る。[39][40][41]
- 寛徳3年（1046年）、鎌倉景成は鎌倉章名の四男として生まれる。鎌倉景成は梶原丘(現在の葛原岡)に御霊宮（梶原御霊神社）を建立。[42][43]
- 永承6年（1051年）、前九年の役において源頼義は相模国鎌倉郡村岡郷の村岡御霊神社の右側の山で白旗を立て徴兵したため、その山は旗立山と称される。源頼義は鎌倉景通の大蔵谷の館で三泊する。鎌倉景通は勇猛七騎の1人として名を馳せる。[44][39][45]
- 康平6年（1063年）、源頼義は密かに石清水八幡宮を勧請し、由比八幡宮を建立。[46]
- 延久元年（1069年）、鎌倉景正が鎌倉景成の次男として生まれる。[47]
- 承暦元年（1077年）、鎌倉景村が相模国鎌倉郡長尾郷に居を構える。[48]
- 承暦3年（1079年）、武蔵国多摩郡から侵攻してきた横山党と鎌倉党が領地争いによって衝突。[49]
- 永保3年（1083年）、後三年の役において源義家は村岡旗立山の他、源氏山でも白旗を立て軍士を募る。鎌倉景成は源義家に大蔵の館を寄進。[44][15]鎌倉景成と鎌倉景正父子は甘縄に居を構え、甘縄神明宮を建立。[50][44]
- 永保4年（1084年）、後三年の役に従軍した鎌倉景正は右目を射られながらも奮戦。村岡御霊宮の裏山に戦勝のお礼参りに兜を埋めたため、その山は兜山、植えてあった松は兜松と称され、七面宮が祀られた。[51][52][53][47][54][15][44]鎌倉景正は村岡小山に十二天王社を建立し、村岡八幡山に疱瘡神を祀る。後に十二天王社と疱瘡神社は村岡御霊神社境内に移される。[55][56][57]
- 寛治2年（1088年）、鎌倉景成が死去。[47]
- 寛治6年（1092年）、鎌倉景正が笠間常宗を討つ。[58]
- 長治2年（1105年）、鎌倉景正が相模国高座郡大庭郷の開拓を始め、伊勢神宮に寄進。大庭郷の荘園化（大庭御厨）を目指す。
- 天仁元年（1108年）、鎌倉景正が相模国鎌倉郡俣野郷に大日堂を建立。[46][15][59]
- 永久元年（1113年）、横山党横山隆兼が愛甲荘の平太郎を殺害。宣旨（朝廷の命）により鎌倉景正らが横山党を討伐。横山隆兼が愛甲氏を降伏させる。[60][61][62][63]
- 大治5年（1130年）9月18日、鎌倉景正が死去。戒名は行済。[47][44][64]鎌倉景正の守護仏（守り本尊）の矢柄地蔵は尾藤谷の宝鏡寺の地蔵堂に安置される。
- 長承3年（1134年）、鎌倉景正の次男鎌倉景継が引き続き大庭郷の荘園化（大庭御厨）を目指す。[65]
- 保延6年（1140年）、大庭景親が大庭景宗の次男として生まれる。梶原景時が梶原景清の三男として生まれる。大庭景親と梶原景時は従兄弟にあたる。父同士も兄弟。母同士も姉妹（横山隆兼の娘）。[66][67][43]
- 永治元年（1141年）、大庭御厨は国免荘から官省符荘に昇格。[68]在庁官人香川高正らが大庭御厨の境界（四至）に牓示を打ち、立券状が作成される。[69]
- 天養元年（1144年）、前年に相馬御厨（千葉氏の領地）へ侵攻した源義朝が大庭御厨にも侵攻する大庭御厨濫行事件（天養の乱）が起こる。｢上総御曹司｣と称されるように上総国を拠点にする源義朝は、上総国に勢力を拡げる佐賀常澄と三浦義明に加担することで基盤を築く。[69]源義朝は｢鎌倉は先祖から伝得した｣と主張して鎌倉へ侵略しているが、逆に主張しなければならない状況であったことを示している。官宣旨（朝廷の命）により大庭氏が勝訴。鎌倉景継の子長江義景が三浦義明の娘婿となり、三浦義明の子杉本義宗が鎌倉景継の娘婿となり、お互いに子息（人質）を出し合うことで停戦しており、この場合の源義朝の｢鎌倉の楯｣はその境界に位置する相模国鎌倉郡沼浜郷（逗子市沼間）と考えられる。
- 保元元年（1156年）、懐島景義と大庭景親の兄弟が保元の乱に、源義朝の家人として従軍したわけではなく、朝命により従軍。[70][71][15]
- 保元3年（1158年）、大庭景親は平清盛に従い、豊前国で岩石城を築城。大庭景親は相模国高座郡大庭に厳島神社を勧請し厳島千人力弁財天社を、また柏山に柏山稲荷神社を建立。
- 平治元年（1159年）、大庭景親は平清盛に与し、源義朝と戦う。大庭景親は平清盛に東国八箇国一の馬（望月）を贈る。[66][72][73]大庭景親の妻の伝承が三島（妻塚観音堂）に残る。[74]
- 安元2年（1176年）10月、大庭景親の弟俣野景久が河津祐泰との相撲で｢河津掛け｣で敗れる。[75]
- 治承元年（1177年）、大庭景親は相模国鎌倉郡洲崎郷に駒形神社、宮ケ崎に三嶋神社を建立。後に三嶋神社は萩郷に移され、さらに現在の笛田に移された。
- 治承3年（1179年）1月、大庭景親は平清盛の富士鹿島社詣のため妹婿波多野義常の相模国松田に御所を造営。[76][77][78][73][66][46]
- 治承4年（1180年）5月、大庭景親は平清盛に与し、源頼政追討軍に従軍。足利忠綱とともに追討の任にあたる。[46]
- 治承4年（1180年）8月2日、大庭景親は｢東国の御後見｣として｢源有綱の追捕｣と｢上総広常京都召喚｣の2つの命令を受けて京都から大庭へ戻る。鎮西の原田種直、四国の粟田田口成良らと並び地方にあって平清盛を支えた人物として評価されている。[66][46][79]8月9日、大庭景親は娘婿佐々木義清の父佐々木秀義を招き、源頼朝の謀反の動きが京都（伊藤忠清）に漏れていることを伝え、源頼朝に知らせ準備をさせるよう促す（敵に塩を送っている）。[46]8月17日、懐島景義と豊田景俊は源頼朝に与し挙兵。大庭景親、俣野景久、梶原景時、河村義秀、糟屋盛久、渋谷重国、熊谷直実、海老名季貞、曽我祐信、首藤経俊、毛利景行、長尾為景、長尾定景、柳下五郎、香川家正、香川経高らは石橋山合戦で源頼朝を撃破。石橋山に集結した人員の顔ぶれから、大庭景親方は源頼朝挙兵前に伊豆国に向けて出兵していることが分かる（伊豆国で源頼朝に匿われている源有綱追捕の命令）。[46][77][66][73]8月24日に俣野景久が駿河国目代橘遠茂とともに甲斐国へ出兵し波志田山合戦で敗戦したとされるが、俣野景久はこの当時はまだ甲斐国へ向かっておらず、実際には10月14日の端足峠（はしだとうげ）の鉢田合戦のことであるとされている。8月26日、大庭景親は佐々木定綱らの妻子を捕えるよう渋谷重国に指示するが、渋谷重国は拒否。
- 治承4年（1180年）9月2日、大庭景親からの早馬が平清盛のいる福原に到着し、追討軍の派遣は決まったものの編成は遅々として進まず、伊藤忠清の油断もあり出兵が遅れ、その間に甲斐国武田信義、信濃国木曽義仲らが挙兵し、さらに安房国・上総国・下総国では源頼朝に与する三浦氏・千葉氏・上総氏の連合軍が平家方を撃破する快進撃を見せ、1か月で形勢は逆転。
- 治承4年（1180年）10月6日、武蔵国から武蔵路（鎌倉道）を南下する源頼朝の軍勢を梶原六本松で迎撃（六本松合戦）した大庭景親、俣野景久、梶原景時らは大敗し、鎌倉を制圧される。10月18日、大庭景親らは平家軍と合流するため1,000騎で西方へ移動するが敵方に囲まれ、やむなく兵を解いて河村山へ逃亡。[46][77]大庭景親は伊豆山権現・箱根権現に大鎧の草摺を切って奉納し、北星山へさらに逃亡。荻野俊重、曽我祐信は駿河国黄瀬川の源頼朝軍営に降伏。波多野義常は松田郷で自害。10月23日、大庭御厨は懐島景義をはじめとする源頼朝に与した鎌倉一族に分配される。[75]
- 治承4年（1180年）10月26日、降伏すれば咎めないという降伏勧告が届き、大庭景親、長尾為景、長尾定景、河村義秀、首藤経俊らは降伏。大庭景親と大庭景盛父子は固瀬河原（藤沢市片瀬）で斬首される。[66]
- 治承4年（1180年）12月、俣野景久らと潜伏し抵抗を続けていた梶原景時が土肥実平を通じて降伏。

## 活動年表
- 2005年 - 結成。
- 2011年 - 名称を「鎌倉もののふ隊」に変更。
- 2023年 - 鎌倉氏1,100周年記念。

## メンバー
- 鎌倉智士（2005年4月13日 - ）
- 阿僧祇（2009年4月19日 - ）鎌倉武士NO.69
- 笠井千恵（2015年4月29日 - ）鎌倉武士NO.173

## 出演

### テレビ
- 7DaysDaily（2015年5月8日、J:com鎌倉）
- スーパーJチャンネル（2015年11月、テレビ朝日）＊鎌倉もののふツアー特集
- ぶらり途中下車の旅（2016年1月9日、日本テレビ）＊鎌倉もののふツアー特集
- じゅん散歩（2016年5月6日、テレビ朝日）
- QUIZ SURPRISE!!JAPAN（2016年7月7日、スカイパーフェクトTV）＊衣装提供
- 7DaysDaily（2017年5月5日、J:com鎌倉）＊鎌倉子ども源平合戦特集
- NEWS24every.16時特集（2017年8月10日、日本テレビ）＊鎌倉もののふツアー特集
- 湊、今からだべるってよ（2018年4月1日、スカイパーフェクトTV）＊衣装提供
- 7DaysDaily（2018年5月5日、J:com鎌倉）＊鎌倉子ども源平合戦特集
- あさイチJAPA-NAVI湘南（2018年11月8日、NHK）
- デイリーニュース（2019年11月11日、J:com湘南）
- この歴史、おいくら？（2019年11月28日、BSフジ）＊解説ゲストとして出演
- ABC Tours（2020年1月8日、NHK WORLD）＊衣装提供
- モヤモヤさまぁ～ず2（2021年4月18日、テレビ東京）＊武士体験
- チャリダー☆（2021年12月10日、NHK）＊衣装提供
- 体感！鎌倉殿の13人の世界 鎌倉（2022年1月20日、NHK）＊鎌倉智士ガイド(リポーター)として出演　紅月劇団・アクターズワークショップ・眞田規史らと共演
- 鎌倉殿の13人（NHK）＊鎌倉智士エキストラ出演(和田義盛一族役)
  - 第6回（2022年2月13日）
  - 第13回（2022年4月3日）
  - 第14回（2022年4月10日）
  - 第16回（2022年4月24日）
  - 第19回（2022年5月15日）
  - 第25回（2022年6月26日）
  - 第40回（2022年10月23日）＊98人の和田義盛一族の1人役
  - 第41回（2022年10月30日）
- スーパーJチャンネル（2022年5月5日、テレビ朝日）＊鎌倉子ども源平合戦特集
- Nスタ（2022年5月5日、TBS）＊鎌倉子ども源平合戦特集
- マツコの知らない世界（2022年10月18日、TBS）＊鎌倉武士ガイド順路 情報提供
- 林修の今知りたいでしょ！3時間SP（2022年12月15日、テレビ朝日）＊衣装提供
- 首都圏いちオシ！鎌倉再発見～歴史も！流行も！～（2022年12月18日、NHK）
- 甲州市武田勝頼公まつり（2023年4月23日、UTYテレビ山梨）[80]

### ラジオ
- KAMACON RADIO（2015年2月8日、湘南ビーチFM）＊ゲスト出演
- KAMACON RADIO（2015年2月15日、湘南ビーチFM）＊ゲスト出演
- KAMAKURA FM（2015年4月10日、鎌倉FM）＊ゲスト出演
- KAMAKURA FM（2015年4月16日、鎌倉FM）＊ゲスト出演
- レディオ湘南（2015年4月27日、レディオ湘南）＊ゲスト出演
- レディオ湘南 月 - 金曜日（2016年7月 - 2018年3月、レディオ湘南）＊レギュラー出演
- KAMAKURA FM（2019年1月29日、鎌倉FM）＊ゲスト出演
- FMヨコハマ SHONAN by the Sea 小川コータ＆とまそん（2019年5月5日、Fm yokohama 84.7）＊ゲスト出演
- FMヨコハマ ホズミン（2019年5月22日、Fm yokohama 84.7）＊ゲスト出演
- レディオ湘南（2019年10月29日、レディオ湘南）＊ゲスト出演
- レディオ湘南（2019年11月6日、レディオ湘南）＊ゲスト出演
- KAMAKURA FM（2022年10月1日、鎌倉FM 82.8 KAMAKURA GOOD MORNING STATION）＊グッドモーニングナビゲーター出演[81]
- レディオ湘南（2023年2月26日、レディオ湘南）＊ゲスト出演
- KAMAKURA FM（2023年4月8日、鎌倉FM 82.8 Lien’s Junction）＊ゲスト出演
- レディオ湘南（2023年5月1日、レディオ湘南）＊ゲスト出演

### インターネット放送
- Happy from KAMAKURA（2014年6月14日）
- 鎌倉武士チャンネル（2017年5月17日 - ）
- 赤蓮華絵巻*Padma（2019年7月14日 - ）＊鎧兜づくりレポート
- 鎌倉力車鎌力チャンネル（2020年3月7日 - ）＊鎧兜づくりレポート
- AYトラベル「Samurai Experience at Kamakura vol.1 鎌倉で1日武士体験してみた」（2020年7月11日）
- AYトラベル「Samurai Experience at Kamakura vol.2 切通ってどんなところ？」（2020年7月22日）
- 弁理士渡部の知財でござる！（2021年12月10日 - ）＊衣装提供

### ウェブサイト
- ジャーナリスト取材ノート（高木規矩郎）「鎌倉武士の末裔、甲冑で「武家の古都」のイメージアップ」（2015年2月20日）[2]
- 鎌倉深沢ニュース（2015年11月5日）
- All About 旅行（森川孝郎）「鎌倉武士が街を練り歩く、鎌倉もののふ隊ツアー！」（2016年1月12日）[4]
- カジュ通信「鎌倉もののふ隊だより」（2017年4月 -）
- 神奈川県観光魅力創造協議会「いざ、鎌倉へ。レトロな街歩き　鎌倉もののふ隊」（2018年1月）[1]
- ソラdeブラーン（今泉慎一）「鎌倉もののふ隊とは」（2018年8月23日）[3]
- 県外国語観光情報ウェブサイト「Tokyo Day Trip –Kanagawa Travel Info-」（2019年1月1日）[82]
- Japaaan（角田晶生）「かなり鎧だよコレ！鎌倉武士が真剣にデザインした「鎧Tシャツ」があまりに鎧すぎる！」（2019年3月6日）
- 相州藤沢白旗神社「栴檀板のキーホルダーの手作り教室」（2019年9月20日）[5]
- Japaaan（角田晶生）「これは胸アツ！鎌倉武士が本気でつくる世界初「ケンタッキーおじさん」専用大鎧プロジェクト」（2019年10月14日）
- キャリコネニュース「え、「それがし」って何？ 鎌倉で出会った「ガチ武士」とGoogle地図にない古戦場に行ってみた」（2021年12月30日）[83]
- みんなの鳩サブレースタジアム「鎌倉子ども源平合戦｣開催のお知らせ（2022年4月27日）
- 鎌倉経済新聞「今年も現場の指揮を執る鎌倉もののふ隊のメンバー」（2022年4月28日）[6]
- 湘南ベルマーレ「C大阪戦　“いざ！レモスタ” 「武士割り」実施のお知らせ」（2022年5月24日）[7]
- Smartるるぶ鎌倉「鎌倉武士が熱い！ ビーチクリーン出陣に密着」（2022年8月15日）[84]＊取材対応は伊従洋子
- ローカルニュース鎌倉「タウンニュース」（2022年8月29日）[85]
- Idees Japon秋号（2022年11月1日）[86]
- 「タウンニュース」スポンジ刀で｢源平合戦｣5月5日参加者募集|鎌倉（2023年4月21日）
- gooニュース「スポンジ製の刀で戦う｢鎌倉子ども源平合戦｣が5月5日に片瀬山公園で開催」（2023年4月21日）
- dメニューニュース「スポンジ製の刀で戦う｢鎌倉子ども源平合戦｣が5月5日に片瀬山公園で開催」（2023年4月21日）
- Yahoo!JAPANニュース「スポンジ製の刀で戦う｢鎌倉子ども源平合戦｣が5月5日に片瀬山公園で開催」（2023年4月21日）
- NEWSCollectニュース「スポンジ製の刀で戦う｢鎌倉子ども源平合戦｣が5月5日に片瀬山公園で開催」（2023年4月21日）
- エンタメポストニュース「スポンジ製の刀で戦う｢鎌倉子ども源平合戦｣が5月5日に片瀬山公園で開催」（2023年4月21日）
- TBS NEWS DIG「雄大な戦国絵巻 武田家終焉の地で武田軍団出陣！」（2023年4月23日）[87]
- 日本KFCホールディングス株式会社「KFCの地域活動」（2023年4月24日）[88]
- PRTIMES「店舗従業員手づくりの武者カーネルが全国129店舗で端午の節句をお祝いします」（2023年4月24日）[89]

### 雑誌
- カマクラを楽しむためのフリーペーパーKAMAKURA2014vol.9（2014年8月31日）
- カマクラを楽しむためのフリーペーパーKAMAKURA2014vol.10（2014年12月29日）
- 東京新聞「手作り鎧 いざ鎌倉」（2015年8月13日）[8]
- 湘南リビング「昼食付き名所巡り 鎌倉もののふツアー 歴史コスプレでなりきり体験」（2015年8月22日）[9]
- 横浜ウォーカー「カマコンつながりで広がる面白くてカマクラらしいヒト、モノ、コト」（2015年11月）[10]
- 神奈川新聞（2017年1月25日）＊初天神筆供養
- 大船本（2018年6月10日）
- 大船高新聞（2018年10月15日）
- フジマニ（2018年11月8日）
- MICE情報パンフレット「Unique Venues OF KANAGAWA」（2019年1月1日）[82]
- 散歩の達人（2019年5月21日）
- 湘南ポスト（2019年10月30日）
- 大船本（2022年1月10日）
- たまなわ新聞「地域の人」（2021年4月5日）＊取材応対は菅原隆・菅原純子夫妻
- 歴史人7月号（2021年7月1日）＊プレゼントページ
- 神奈川新聞「鎌倉武士体験処（鎌倉市）で武士に変身　甲冑のレンタルと着付けサービス」（2022年2月12日）[11]
- KFC 50th Anniversary（2020年4月13日）
- 月刊アーマーモデリング2（2022年2月1日）
- 月刊アーマーモデリング3（2022年3月1日）
- 月刊アーマーモデリング4（2022年4月1日）
- 月刊アーマーモデリング6（2022年6月1日）
- 月刊アーマーモデリング7（2022年7月1日）
- 月刊アーマーモデリング8（2022年8月1日）[90]
- 月刊アーマーモデリング9（2022年9月1日）
- 月刊モデルグラフィック7（2022年7月1日）
- 埼玉トカイナカエリアの鉱脈発掘力発信マガジン トカイナカジャーナル10（2022年）
- 湘南ポスト The Shonan Post Jr.（2022年7月30日）
- 湘南スタイル8「鎌倉もののふクリーン隊 平安鎌倉時代から武士が宿敵(ごみ)退治に出陣します！ 」（2022年8月1日）＊取材対応は伊従洋子
- タウンニュース鎌倉版（2022年8月29日）
- YAMATO ART100「iyasaka(弥栄)-つわものどもが夢の跡-」（2022年8月30日）＊主催担当は大垣悦子

### 講演
- 玉縄歴史の会「甲冑について」（2014年7月6日、玉縄生涯学習センター）
- 歴史サロン（歴史語り場） 週1回（2016年6月23日 - ）※現在は月1回
- 結の会（2017年4月20日、タバチェ）＊大寺美保子主催
- 松下政経塾「地域の素材を活かす」（2018年9月13日、松下政経塾）
- 結の会（2019年3月28日）＊大寺美保子主催
- 100人カイギ（2019年12月20日、鎌倉商工会議所）
- 小学校の授業（2021年12月20日、山崎小学校）
- 大和市シリウス市民講座「新大河ドラマが楽しくなる歴史話～鎧編」（2022年1月6日、大和市シリウス）※講師は笠井千恵
- 湘南ポスト主催「バイリンガル新聞をつくろう」（2022年7月29日、玉縄青少年会館）

### イベント
- 鎧着初式（2014年1月30日、坂ノ下御霊神社）
- 節分祭（2014年2月3日、鎌倉宮）
- 鎌倉まつり（2014年4月13日、鶴岡八幡宮）＊パレード出演
- 義経まつり（2014年4月19日、満福寺）＊パレード出演
- 横浜 港まつり（2014年5月3日）＊パレード出演
- 鎌倉武士体験（2014年5月5日、蕾の家）＊武士体験
- 鎌倉市民活動の日フェスタ（2014年5月10日、鎌倉生涯学習センター）＊ステージ出演
- 大船まつり（2014年5月11日）＊パレード出演
- 鎌人いち場（2014年6月1日）＊ステージ出演
- 八雲神社例大祭神輿渡御（2014年7月20日）
- ふかさわ夏まつり（2014年8月2日）＊ステージ出演
- 御成ぼんぼりまつり（2014年8月3日、御成通り）＊ステージ出演
- 鎌倉あそび楽宿（2014年8月7日 - 8月10日、光明寺）
- ちば親子まつり ちばレキ甲冑隊（2014年8月17日）＊パレード出演
- 鎌倉祇園祭（2014年9月15日、鎌倉生涯学習センター）＊ステージ出演
- 大船to大船渡（2014年9月28日）＊募金活動
- 玉縄城主墓前祭（2014年10月18日、龍宝寺）
- 鎌人いち場（2014年11月2日、大船フラワーセンター）＊武士体験
- 第1回鎌倉もののふツアー（2014年11月3日、カジュ・アート・スペース）
- 鎌倉もののふカフェ（2014年12月7日、ソンベカフェ）
- 師走観音（2014年12月14日、 大船観音寺）
- 鎧開式・鎧着初式（2015年1月11日、坂ノ下御霊神社）
- 葉山駅伝（2015年1月25日）＊衣装提供
- 節分追儺会（2015年2月1日、大船観音寺）＊豆撒き
- ALL鎌倉東北復興支援（2015年3月8日、鎌倉市役所）＊募金活動
- 路地フェス（2015年5月2日 - 5月3日）＊ツアーガイド
- 大船まつり（2015年5月10日）＊パレード・ステージ出演
- 長谷の市（2015年5月17日、長谷寺）＊ステージ出演
- 和楽会 昇（2015年6月13日）＊衣装提供
- 親子で鎌倉兜づくりワークショップ（2015年6月28日、こども遊び基地）
- 親子で鎌倉兜づくりワークショップ（2015年7月5日、こども遊び基地）
- 辻堂諏訪神社例大祭（2015年7月27日）
- 御成ぼんぼりまつり（2015年8月1日、御成通り）＊ステージ出演
- ふかさわ夏まつり（2015年8月2日）＊ステージ出演
- 鎌倉あそび楽宿（2015年8月5日 - 8月8日、光明寺）
- 鎌倉もののふの宴（2015年8月14日、ソンベカフェ）
- 大船to大船渡（2015年9月27日）＊募金活動
- オクトーバーフェスト（2015年10月3日）＊ステージ出演
- 鎌人いち場（2015年10月4日）＊武士体験
- 玉縄城主墓前祭（2015年10月17日、龍宝寺）＊ツアーガイド
- 笛田東芝町内会交流会（2015年11月7日）
- 湘南モノレールブルーライン披露目式（2015年11月28日）
- 鎧開式・鎧着初式 御祈祷（2016年1月9日、坂ノ下御霊神社）
- 節分追儺会（2016年2月1日、大船観音寺）＊豆撒き
- 第1回 鎌倉こども鬼退治！（2016年2月3日）
- 路地フェス（2016年4月30日 - 5月1日）＊ツアーガイド
- 第1回鎌倉子ども源平合戦（2016年5月5日、鎌倉中央公園）
- 熊本支援募金活動（2016年5月8日）
- 長谷の市（2016年5月15日、長谷寺）＊ステージ出演
- 鎌人いち場（2016年5月22日）＊ステージ出演
- 由比ガ浜で乗馬体験（2016年5月22日）
- 相州藤沢白旗神社神幸祭義経弁慶神輿渡御（2016年7月17日）
- 辻堂諏訪神社例大祭（2016年7月27日）
- 御成ぼんぼりまつり（2016年7月30日、御成通り）＊ステージ出演
- ふかさわ夏まつり（2016年8月6日）＊ステージ出演
- 鎌倉あそび楽宿（2016年8月7日 - 8月10日、光明寺）
- 夏休み企画 自由研究で弓矢製作（2016年8月11日）
- オクトーバーフェスト（2016年10月1日）＊ステージ出演
- 玉縄城主墓前祭（2016年10月29日、龍宝寺）＊ツアーガイド
- 笛田東芝町内会交流会（2016年11月12日）
- 芸能まつり（2016年11月23日、深沢生涯学習センター）
- 鎧開式・鎧着初式 御祈祷（2017年1月7日、坂ノ下御霊神社）
- 祝 元服装束体験会（2017年1月15日）
- 節分追儺会（2017年2月1日、大船観音寺）＊豆撒き
- ALL鎌倉東北復興支援（2017年3月11日 - 3月12日、鎌倉市役所）＊募金活動
- 和楽会 昇 20周年記念発表会（2017年4月2日）＊衣装提供
- 路地フェス（2017年4月29日）＊歴史クイズラリー
- てんだいの餅つき（2017年5月3日）＊武士体験
- 第2回鎌倉子ども源平合戦（2017年5月5日、鎌倉中央公園）
- 長谷の市（2017年5月21日、長谷寺）＊ステージ出演
- 相州藤沢白旗神社神幸祭義経弁慶神輿渡御（2017年7月16日）
- 辻堂諏訪神社例大祭（2017年7月26日 - 7月27日）
- 鎌倉あそび楽宿（2017年7月30日、光明寺）
- ふかさわ夏まつり（2017年8月5日）＊ステージ出演
- 湘南台ビタミンプロジェクト（2017年8月26日）＊武士体験
- 湘南モノレール出発式（2017年9月10日）＊ステージ出演
- 銭洗弁財天社例大祭（2017年9月15日）＊ステージ出演
- 藤沢市民まつり（2017年9月24日）＊パレード出演
- 氷川神社明治天皇行幸御親祭百五十年祭（2017年10月21日、氷川神社）＊衣装提供
- 師走観音（2017年12月3日、大船観音寺）＊ステージ出演
- 鎧開式・鎧着初式 御祈祷（2018年1月7日、坂ノ下御霊神社）
- 和楽会 昇（2018年1月14日）＊ステージ出演
- 節分追儺会（2018年2月1日、大船観音寺）＊豆撒き
- 大庭城址公園花見会（2018年4月1日、大庭城址公園）
- 路地フェス（2018年4月22日）＊ツアーガイド
- てんだいの餅つき（2018年5月3日）＊武士体験
- 第3回鎌倉子ども源平合戦（2018年5月5日、鎌倉中央公園）
- 鎌人いち場（2018年5月20日）＊乗馬体験
- 相州藤沢白旗神社神幸祭義経弁慶神輿渡御（2018年7月15日）
- 辻堂諏訪神社例大祭（2018年7月26日 - 7月27日）
- 御成ぼんぼりまつり（2018年7月29日、御成通り）＊武士体験
- ふかさわ夏まつり（2018年8月4日 - 8月5日）＊ステージ出演
- 弓づくり大会（2018年8月11日 - 8月12日）
- 鎌倉武士まつり（2018年9月16日）
- 舞台『真信長公記』（2018年9月21日 - 9月24日、座・高円寺2）＊衣装提供
- フラワーカーニバル（2018年10月20日 - 10月21日、大船フラワーセンター）
- 福祉まつり（2018年10月28日、大船生涯学習センター）
- 国際交流フェスティバル（2018年11月4日、高徳院鎌倉大仏）
- 湘南モノレール合格祈願祭（2018年11月17日）
- 芸能まつり（2018年11月25日、深沢生涯学習センター）＊ステージ出演
- 師走観音（2018年12月2日、 大船観音寺）
- 放課後かまくらっ子 鎌倉子ども源平合戦（2018年12月27日、深沢小学校）
- 鎧開式・鎧着初式 御祈祷（2019年1月6日、坂ノ下御霊神社）
- 湘南モノレール 東京シティエアターミナル「毎日が旅行博」（2019年1月12日、東京シティエアターミナル）
- 葉山駅伝（2019年1月27日）＊衣装提供
- 節分追儺会（2019年2月1日、大船観音寺）＊豆撒き
- 海さくら 鎌倉もののふクリーン隊（2019年3月9日、江の島海岸）
- 銭洗弁財天宇賀福神社中祭（2019年4月2日）＊ステージ出演
- 鎌倉まつり（2019年4月14日、鶴岡八幡宮）＊パレード出演
- 第4回鎌倉子ども源平合戦（2019年5月5日、深沢小学校）
- 鎌倉市民カーニバル（2019年5月26日）
- 鎌人いち場（2019年6月2日）＊乗馬体験
- 相州藤沢白旗神社源義経公没後830年祭（2019年6月13日、相州藤沢白旗神社）
- ココテラス湘南（2019年7月6日 - 7月7日、ココテラス湘南）＊武士体験
- 鎌倉子ども源平合戦（2019年7月9日）
- 相州藤沢白旗神社神幸祭義経弁慶神輿渡御（2019年7月21日）
- 辻堂諏訪神社例大祭（2019年7月26日 - 7月27日）
- 御成ぼんぼりまつり（2019年7月27日 - 7月28日、御成通り）＊武士体験
- ふかさわ夏まつり（2019年8月4日、深沢小学校）＊ステージ出演
- 石橋山古戦場巡り（2019年8月18日）
- 相州藤沢白旗神社で栴檀板お守りキーホルダーづくりワークショップ（2019年8月24日）
- 鎌倉武士まつり（2019年9月15日）
- 梶原御霊神社例大祭（2019年9月15日、梶原御霊神社）
- 大鎧講習会（2019年9月22日）
- 大船観音夢観音（2019年9月28日）
- 藤沢市民まつり（2019年9月29日）＊パレード出演
- フラワーカーニバル（2019年10月19日 - 10月20日、大船フラワーセンター）
- 鎌倉子ども源平合戦（2019年10月26日、大庭城址公園）
- 国際交流フェスティバル（2019年11月10日、高徳院鎌倉大仏））＊ステージ出演
- 湘南モノレール合格祈願祭（2019年11月16日））＊ステージ出演
- 芸能まつり（2019年11月24日、深沢生涯学習センター）＊ステージ出演
- 鎌倉武士ボウリング大会（2019年12月1日、湘南ボウル）
- 鎧開式・鎧着初式 御祈祷（2020年1月5日、相州藤沢白旗神社）
- 湘南モノレール 東京シティエアターミナル「毎日が旅行博」（2020年1月12日、東京シティエアターミナル）
- 古武術講習会（2020年1月19日）
- 長巻づくり講習会（2020年1月26日）
- 節分追儺会（2020年2月1日、大船観音寺）＊豆撒き
- 第5回 鎌倉こども鬼退治！（2020年2月2日、南部市場）
- 殺陣講習会（2020年2月15日）
- 武士が乗る人力車ツアー（2020年2月24日）＊鎌倉力車とのコラボ
- 忍術道場（2020年3月6日、四季の森忍術道場）
- 鎧で騎射体験（2020年3月22日）
- KFC武者カーネルお披露目会（2020年4月29日）
- 鎌倉武士まつり（2020年9月13日）
- 武士の日 武士が乗る人力車ツアー（2020年10月24日）
- 鎌倉武士ボウリング大会（2020年12月5日、湘南ボウル）
- リビエラ新年会（2021年1月1日 - 1月2日、逗子マリーナリビエラ）
- 鎧開式・鎧着初式（2021年1月11日）
- 鎌倉武士ボウリング大会（2021年3月27日、湘南ボウル）
- 大庭城址公園花見会（2021年4月4日、大庭城址公園）
- 直垂撮影会（2021年4月16日）
- 大鎧で流鏑馬スクール（2021年5月29日 - 5月30日、紅葉台木曽馬牧場）
- 鎌倉武士まつり（2021年9月19日）
- 打刀を太刀に変える講習会（2021年10月3日）
- 鎧でサッカー合戦（2021年10月23日、鳩サブレースタジアム）
- 弓矢大会・盤双六大会（2021年11月28日）
- 大鎧で流鏑馬スクール（2021年12月4日、紅葉台木曽馬牧場）
- 大鎧で流鏑馬スクール（2021年12月12日、紅葉台木曽馬牧場）
- 大和市シリウス市民講座（2022年1月6日、大和市シリウス）
- 鎧開式（2022年1月8日）
- 御弓始め会（2022年1月9日）
- 鎧着初式 御祈祷（2022年1月15日、相州藤沢白旗神社）
- 子ども豆まき（2022年2月3日、相州藤沢白旗神社）
- 第8回 鎌倉こども鬼退治！鎌倉子ども源平合戦（2022年2月5日、ワンパーク）
- 藤沢宿まつり（2022年3月6日、相州藤沢白旗神社）
- 鎌倉もののふ撮影会 フォトメリー湘南コラボ（2022年4月15日、フォトメリー湘南）
- 大鎧で流鏑馬スクール（2022年4月23日、紅葉台木曽馬牧場）
- 第6回鎌倉子ども源平合戦（2022年5月5日、鳩サブレースタジアム）
- 大鎧で流鏑馬スクール（2022年5月15日、紅葉台木曽馬牧場）
- 鎌倉もののふ撮影会 フォトメリー湘南コラボ（2022年5月29日、フォトメリー湘南）
- 鎌倉もののふ撮影会 フォトメリー湘南コラボ（2022年7月3日）
- 大船観音夏祭り（2022年7月23日、大船観音寺）
- BitSummit X-Roads（ビットサミット クロスロード）（2022年8月6日 - 8月7日、京都市勧業館みやこめっせ）＊衣装提供
- 武蔵武士の鑑畠山重忠祭り（2022年8月7日、アリオ深谷）＊衣装提供
- しごとてん鎌倉（2022年8月8日、MUJIcom鎌倉）
- 鎧で伊豆の国ツアー（2022年8月11日、伊豆の国市大河ドラマ館）
- 梶原御霊神社例大祭（2022年9月17日、梶原御霊神社）
- 鎌倉武士まつり（2022年9月18日）
- 信濃(上田市)丸子木曽義仲挙兵武者行列＆鎌倉殿の13人トーク･ライブin上田（2022年10月23日）
- 第45回足利尊氏公マラソン大会（2022年11月6日、足利市総合運動場陸上競技場）
- 劇団いず夢舞台公演『私が愛した頼朝殿』（2022年11月12日 - 11月13日、伊豆の国市韮山時代劇場）
- 清泉小学校同窓会ホームカミングデー 鎌倉幕府跡で奉納演劇（2022年12月3日、清泉小学校）
- 大鎧で流鏑馬スクール（2022年12月18日、紅葉台木曽馬牧場）
- さよなら狩衣体験会（2022年12月25日）
- 鎧開式（2023年1月8日）
- 御弓始め会（2023年1月8日）
- 鎧着初式 御祈祷（2023年1月15日、相州藤沢白旗神社）
- 湘南鎌倉三大七福神めぐり（2023年1月20日 - 1月22日）
- 鑁阿寺節分鎧年越･足利鎧武者行列（2023年2月3日、鑁阿寺）
- 第9回 鎌倉こども鬼退治！鎌倉子ども源平合戦（2023年2月5日、ワンパーク）
- FUJISAWA SPORTS PARK 藤沢駅前の陣・鎌倉子ども源平合戦（2023年2月26日、藤沢駅前サンパール広場）
- 藤沢宿まつり（2023年3月5日、相州藤沢白旗神社）
- 武士を撮影しながら散歩会（2023年3月12日、洲崎古戦場）
- 鎌倉武士ガイド 葉山ウオーク（2023年3月19日、阿部倉山 - 長柄周辺）
- 鎌倉子ども弓矢体験（2023年3月21日、鳩サブレースタジアム）
- 鎌倉武士のお花見散歩会（2023年4月1日 - 4月2日、清泉小学校、大蔵幕府跡）
- 銭洗弁財天宇賀福神社中祭（2023年4月5日、銭洗弁財天宇賀福神社）＊ステージ出演
- 第58回 武田勝頼公まつり（2023年4月23日、甲州市旧大和中学校）

### 舞台
- 鎌倉もののふ一座 「鎌倉もののふの舞」（2014年8月3日、御成ぼんぼりまつり）
- 鎌倉もののふ一座 「鎌倉もののふの舞」（2014年9月15日、鎌倉生涯学習センター）
- 鎌倉もののふ一座 歴史演劇「石橋山の戦い（紅月劇団 主演）」（2014年9月15日）
- 鎌倉もののふ一座 歴史演劇「新田義貞稲村ケ崎越え（紅月劇団 主演）」（2014年12月5日、麻心）
- 鎌倉もののふ一座 「鎌倉もののふの舞」（2014年12月14日、師走観音 大船観音寺）
- 鎌倉もののふ一座 「鎌倉もののふの舞」（2015年5月3日、路地フェスタ）
- 鎌倉もののふ一座 歴史演劇「石橋山の戦い（紅月劇団 主演）」（2015年5月3日、西御門サローネ）
- 鎌倉もののふ一座 「鎌倉もののふの舞」（2015年5月10日、鎌倉芸術館）
- 鎌倉もののふ一座 「鎌倉もののふの舞」（2015年5月10日、イトーヨーカドー大船店）
- 鎌倉もののふ一座 「鎌倉もののふの舞」（2015年8月1日、御成ぼんぼりまつり）
- 鎌倉もののふ一座 歴史演劇「石橋山の戦い（紅月劇団 主演）」（2016年5月22日、由比ガ浜海浜公園）
- 鎌倉もののふ一座 歴史演劇「鎌倉四兄弟-最後の晩餐-」（2016年8月6日、ふかさわ夏まつり 深沢小学校）
- 鎌倉もののふ一座 歴史演劇「鎌倉四兄弟-最後の晩餐-」（2016年10月1日、藤沢病院）
- 鎌倉もののふ一座 歴史演劇「鎌倉四兄弟-最後の晩餐-」（2016年10月1日、オクトーバーフェスト 鎌倉市役所）
- 鎌倉もののふ一座 歴史演劇「鎌倉四兄弟-最後の晩餐-」（2016年11月23日、芸能まつり 深沢生涯学習センター）
- 鎌倉もののふ一座 歴史演劇「鎌倉四兄弟-最後の晩餐-」（2016年12月16日、tutti）
- 鎌倉もののふ一座 歴史演劇「鎌倉四兄弟-最後の晩餐-」（2017年2月7日、檑亭）
- 鎌倉もののふ一座 歴史演劇「鎌倉四兄弟-最後の晩餐-」（2017年2月18日、檑亭）
- 鎌倉もののふ一座 歴史演劇「鎌倉四兄弟-最後の晩餐-」（2017年2月24日）
- 鎌倉もののふ一座 歴史演劇「鎌倉四兄弟-最後の晩餐-」（2017年4月11日、檑亭）
- 鎌倉もののふ一座 歴史演劇「鎌倉四兄弟-最後の晩餐-」（2017年4月25日、檑亭）
- 鎌倉もののふ一座 歴史演劇「鎌倉四兄弟-最後の晩餐-」（2017年5月18日、tutti）
- 鎌倉もののふ一座 歴史演劇「鎌倉四兄弟-最後の晩餐-」（2017年5月21日、長谷の市 長谷寺）
- 鎌倉もののふ一座 歴史演劇「鎌倉四兄弟-最後の晩餐-」（2017年6月18日、湘南台文化センター）
- 鎌倉もののふ一座 歴史演劇「鎌倉四兄弟-最後の晩餐-」（2017年7月30日、光明寺）
- 鎌倉もののふ一座 歴史演劇「鎌倉四兄弟-最後の晩餐-」（2017年11月23日、芸能まつり 深沢生涯学習センター）
- 鎌倉もののふ一座 歴史演劇「鎌倉四兄弟-最後の晩餐-」（2017年12月23日 - 12月24日、アクターズワークショップ）
- 鎌倉もののふ一座 歴史演劇「鎌倉四兄弟-最後の晩餐-」（2018年1月7日、鎌倉武士体験処深沢砦）
- 鎌倉もののふ一座 歴史演劇「鎌倉四兄弟-最後の晩餐-」（2018年2月25日、鎌倉武士体験処深沢砦）
- 鎌倉もののふ一座 歴史演劇「鎌倉四兄弟-最後の晩餐-」（2018年3月10日、鎌倉武士体験処深沢砦）
- 鎌倉もののふ一座 歴史演劇「鎌倉四兄弟-最後の晩餐-」（2018年5月26日、鎌倉武士体験処深沢砦）
- 鎌倉もののふ一座 歴史演劇「鎌倉四兄弟-最後の晩餐-」（2018年6月23日、鎌倉武士体験処深沢砦）
- 鎌倉もののふ一座 歴史演劇「鎌倉四兄弟-最後の晩餐-」（2018年7月22日、覚園寺 旧内海邸宅）
- 鎌倉もののふ一座 歴史演劇「鎌倉四兄弟-最後の晩餐-」（2018年8月15日、鎌倉武士体験処深沢砦）
- 鎌倉もののふ一座 歴史演劇「鎌倉四兄弟-最後の晩餐-」（2018年8月18日、鎌倉武士体験処深沢砦）
- 鎌倉もののふ一座 歴史演劇「鎌倉四兄弟-最後の晩餐-」（2018年8月19日、龍宝寺）
- 鎌倉もののふ一座 歴史演劇「鎌倉四兄弟-最後の晩餐-」（2018年8月26日、北野神社）
- 鎌倉もののふ一座 歴史演劇「鎌倉四兄弟-最後の晩餐-」（2018年9月16日、鎌倉武士体験処深沢砦）
- 鎌倉もののふ一座 歴史演劇「鎌倉四兄弟-最後の晩餐-」（2018年9月23日 - 9月24日、アクターズワークショップ）
- 鎌倉もののふ一座 歴史演劇「鎌倉四兄弟-最後の晩餐-」（2018年9月29日 - 9月30日、アクターズワークショップ）
- 鎌倉もののふ一座 「鎌倉もののふの舞」（2018年11月4日、国際交流フェスティバル 高徳院鎌倉大仏）
- 鎌倉もののふ一座 歴史演劇「鎌倉四兄弟-最後の晩餐-」（2018年11月23日、鎌倉武士体験処深沢砦）
- 鎌倉もののふ一座 歴史演劇「奉納演劇 梶原景時-もののふかくあるべし-」（2018年11月25日、芸能まつり 深沢生涯学習センター）
- 鎌倉もののふ一座 「鎌倉もののふの舞」（2018年12月2日、師走観音 大船観音寺）
- 鎌倉もののふ一座 「鎌倉もののふの舞」（2019年8月4日、ふかさわ夏まつり 深沢小学校）
- 鎌倉もののふ一座 歴史演劇「鎌倉三代記」（2019年9月15日、鎌倉武士体験処深沢砦）
- 鎌倉もののふ一座 歴史演劇「奉納演劇 梶原景時-もののふかくあるべし-」（2019年9月15日、梶原御霊神社例大祭 梶原御霊神社）
- 鎌倉もののふ一座 「鎌倉もののふの舞」（2019年9月28日、夢観音 大船観音寺）
- 鎌倉もののふ一座 「鎌倉もののふの舞」（2019年11月10日、国際交流フェスティバル 高徳院鎌倉大仏）
- 鎌倉もののふ一座 歴史演劇「和田義盛 -小坪坂合戦-」（2021年1月1日 - 1月2日、逗子マリーナリビエラ）
- 鎌倉もののふ一座 「鎌倉もののふの舞」（2021年5月16日、深沢ワンパーク）
- 鎌倉もののふ一座 歴史演劇「政子と頼朝」「実朝暗殺」（2022年1月20日、鶴岡八幡宮）＊脚本・主演 紅月劇団
- 鎌倉もののふ一座 歴史演劇「承久の乱 政子と義時」（2022年3月5日、鎌倉生涯学習センター）
- 鎌倉もののふ一座 歴史演劇「奉納演劇 源義経」（2022年3月6日、相州藤沢白旗神社）
- 鎌倉もののふ一座 歴史演劇「奉納演劇 大船の英雄 長尾兄弟」（2022年7月23日、大船観音寺）
- 鎌倉もののふ一座 歴史演劇「奉納演劇 天養大庭の濫-鎌倉氏滅亡の序章-」（2022年9月18日、御霊神社）＊鎌倉もののふ一座第62回奉納演劇記念公演
- 鎌倉もののふ一座 エキストラ出演 劇団いず夢舞台公演『私が愛した頼朝殿』（2022年11月12日 - 11月13日、伊豆の国市韮山時代劇場）
- 鎌倉もののふ一座歴史演劇「北條政子と北條義時」（2022年12月3日、清泉小学校）
- 鎌倉もののふ一座 歴史演劇「奉納演劇 源義経」（2023年3月5日、相州藤沢白旗神社）
- 鎌倉もののふ一座 奉納紙芝居「銭洗弁財天宇賀福神社」（2023年4月5日、銭洗弁財天宇賀福神社）

## 書籍
- 鎌倉四兄弟-最後の晩餐-（2013年）
- 鎌倉四兄弟-最後の晩餐-（2016年）
- 鎌倉四兄弟-最後の晩餐-（2019年）

## 映像作品

### DVD
- 鎌倉四兄弟-最後の晩餐-（2018年）ロケ地協力：覚園寺　龍宝寺　北野神社

## コラボレーション

### 紅月劇団
- 石倉正英が座長をつとめる劇団「紅月劇団」。石倉正英自身が脚本を執筆した『石橋山合戦』『新田義貞稲村ケ崎越え』などの歴史演劇でコラボしている。1997年（平成9年）活動開始。古都鎌倉を拠点に、洋館や古民家、カフェなどの素敵な空間を見つけてはその場所から受けるインスピレーションをもとにユーモアとシリアス、芸術性が渾然一体となった演劇作品を創作、上演する劇団。2022年（令和4年）1月20日にはNHK生放送『体感！鎌倉殿の13人の世界 鎌倉』では石倉正英脚本の『政子と頼朝』『実朝暗殺』を鶴岡八幡宮で共演(奉納上演)している。（2014年9月15日 -）

　　・『石橋山の戦い』（2014年9月15日、鎌倉生涯学習センター）
　　・『新田義貞稲村ケ崎越え』（2014年12月5日、麻心）
　　・『石橋山の戦い』（2015年5月3日、西御門サローネ）
　　・『石橋山の戦い』（2016年5月22日、由比ガ浜海浜公園）
　　・『テンペスト』（2016年10月23日、北鎌倉ツドイ）＊鎌倉智士 亡霊役(エキストラ)出演
　　・『鎌倉四兄弟-最後の晩餐-」（2017年5月18日、tutti）
　　・『鎌倉四兄弟-最後の晩餐-』（2017年7月30日、光明寺）
　　・『政子と頼朝』（2022年1月20日、鶴岡八幡宮）
　　・『実朝暗殺』（2022年1月20日、鶴岡八幡宮）

### 辻堂仲町町内会
- 辻堂仲町町内会の囃子会。辻堂仲町町内会の子供会と今井晃が中心となって、2014年（平成26年）9月15日の歴史演劇『石橋山合戦』や同年12月14日大船観音寺での師走観音(イベント)でコラボして以降、様々なイベントや祭りなどでコラボしている。（2014年9月15日 -）

### 台祭囃子保存会
- 小野田康成が指導する台祭囃子保存会(臺祭囃子保存会)。2015年（平成27年）8月1日に御成通り(御成ぼんぼりまつり)でコラボして以降、主に大船観音寺でのイベントなど、様々なイベントや祭りなどでコラボしている。（2015年8月1日 -）

### 鎌倉アクターズワークショップ
- 高森秀之が座長をつとめる劇団「鎌倉アクターズワークショップ」。2017年（平成29年）鎌倉アクターズワークショップでコラボ(共演)して以降、2022年（令和4年）1月20日にはNHK生放送『体感！鎌倉殿の13人の世界 鎌倉』でコラボするなど、様々なイベントや演劇でコラボしている。（2017年12月23日 -）

　　・『鎌倉四兄弟-最後の晩餐-』（2017年12月23日、アクターズワークショップ）
　　・『鎌倉四兄弟-最後の晩餐-』（2017年12月24日、アクターズワークショップ）
　　・『鎌倉四兄弟-最後の晩餐-」（2018年9月23日、アクターズワークショップ）
　　・『鎌倉四兄弟-最後の晩餐-」（2018年9月24日、アクターズワークショップ）
　　・『鎌倉四兄弟-最後の晩餐-」（2018年9月29日、アクターズワークショップ）
　　・『鎌倉四兄弟-最後の晩餐-」（2018年9月30日、アクターズワークショップ）

### 甲冑装束騎乗会
- 野島由紀子が代表をつとめる騎乗会。紅葉台木曽馬牧場で「大鎧で流鏑馬スクール(大鎧騎乗会)」でコラボしている。（2021年5月29日 -）

　　・第1回 大鎧で流鏑馬スクール（2021年5月29日、紅葉台木曽馬牧場）
　　・第2回 大鎧で流鏑馬スクール（2021年5月30日、紅葉台木曽馬牧場）
　　・第3回 大鎧で流鏑馬スクール（2021年12月4日、紅葉台木曽馬牧場）
　　・第4回 大鎧で流鏑馬スクール（2021年12月12日、紅葉台木曽馬牧場）
　　・第5回 大鎧で流鏑馬スクール（2022年4月23日、紅葉台木曽馬牧場）
　　・第6回 大鎧で流鏑馬スクール（2022年5月15日、紅葉台木曽馬牧場）
　　・第7回 大鎧で流鏑馬スクール（2022年10月23日、紅葉台木曽馬牧場）※中止
　　・第8回 大鎧で流鏑馬スクール（2022年12月18日、紅葉台木曽馬牧場）
　　・第9回 大鎧で流鏑馬スクール（2023年10月22日、紅葉台木曽馬牧場）※開催予定

### 鎌倉ビール醸造株式会社
- 平成28年（2016年）に鎌倉ビールオリジナル大鎧を制作。以後鎌倉での様々なイベントでコラボしている。平成29年（2017年）の20周年記念キャンペーン名称「鎌倉ビール樽生で弥栄！」を鎌倉智士が提案しているほか、令和3年（2021年）新商品として企画された「武士の宴」ラベル製作に鎌倉智士が監修として参画している。また平成30年（2018年）には鎌倉もののふ隊オリジナルラベルの鎌倉ビールがイベント限定で製作されている。（2016年7月14日 -）

　　・カマコン（2016年4月21日、鶴ケ岡会館）＊共同プレゼン（スポンサーになりたいと思ってもらえるアイデア）
　　・鎌倉オクトーバーフェスト2016（2016年10月1日、鎌倉市役所）
　　・鎌倉ビール社長還暦祝い＆20周年記念サプライズ企画（2017年2月2日）
　　・鎌倉市民カーニバル（2017年5月29日、若宮大路）
　　・鎌倉青年会議所主催慈善茶会第50回（2018年5月19日、高徳院鎌倉大仏）
　　・鎌倉市民カーニバル（2018年5月27日、若宮大路）
　　・鎌倉ビールを飲みながらフィードバックしよう座談会（2018年6月23日、深沢砦）＊鎌倉もののふ隊オリジナルラベル
　　・鎌倉まつり（2019年4月14日、若宮大路）
　　・鎌倉子ども源平合戦（2019年5月5日、深沢小学校）＊参加者全員に鎌倉サイダーを協賛
　　・鎌倉市民カーニバル（2019年5月26日、若宮大路）

### 湘南モノレール株式会社
- 平成29年（2017年）7月より令和3年（2021年）3月31日まで、湘南ボウル2階に「鎌倉武士体験処 深沢砦」をオープン。以後、湘南モノレール株式会社とのコラボ企画「モノレールDE武士体験」「おしごと体験」「合格祈願受験生応援キャンペーン」など、鎌倉内外での様々なイベントでコラボしている。この期間、合格祈願号の車内広告には合格祈願を祈念する鎌倉智士の写真が掲載されていた。（2017年7月14日 -）

　　・湘南ボウル 鎌倉武士体験処 深沢砦（2017年7月14日 - 2020年3月、湘南ボウル2階）
　　・鎧でボウリング合戦（2017年9月10日、湘南ボウル）
　　・モノレールのたび号出発式（2017年9月10日、湘南モノレール大船駅）
　　・歴史演劇『鎌倉四兄弟-最後の晩餐-』上演（2018年3月10日、湘南ボウル2階）
　　・鎌倉もののふツアー（2018年3月25日、湘南ボウル2階）
　　・大船トレインフェスタ（2018年5月3日、大船ルミネウィング）
　　・歴史演劇『鎌倉四兄弟-最後の晩餐-』上演（2018年1月7日、湘南ボウル2階）
　　・歴史演劇『鎌倉四兄弟-最後の晩餐-』上演（2018年2月25日、湘南ボウル2階）
　　・歴史演劇『鎌倉四兄弟-最後の晩餐-』上演（2018年5月26日、湘南ボウル2階）
　　・歴史演劇『鎌倉四兄弟-最後の晩餐-』上演（2018年6月23日、湘南ボウル2階）
　　・おしごと体験（2018年7月、湘南ボウル2階）
　　・歴史演劇『鎌倉四兄弟-最後の晩餐-』上演（2018年8月15日、湘南ボウル2階）
　　・歴史演劇『鎌倉四兄弟-最後の晩餐-』上演（2018年8月18日、湘南ボウル2階）
　　・歴史演劇『鎌倉四兄弟-最後の晩餐-』上演（2018年9月16日、湘南ボウル2階）
　　・合格祈願受験生応援キャンペーン合格祈願祭（2018年11月17日、湘南モノレール大船駅）
　　・歴史演劇『鎌倉四兄弟-最後の晩餐-』上演（2018年11月23日、湘南ボウル2階）
　　・毎日が旅行博（2019年1月12日、東京シティエアターミナル2階）
　　・鎌倉もののふツアー（2019年3月24日、湘南ボウル2階）
　　・鎌倉もののふツアー（2019年4月21日、湘南ボウル2階）
　　・鎌倉もののふツアー（2019年4月29日、湘南ボウル2階）
　　・鎌倉子ども源平合戦（2019年7月9日、湘南ボウル2階湘南インドア球's倶楽部フットサル＆テニス）
　　・おしごと体験（2019年7月、湘南ボウル2階）
　　・鎌倉武士まつり（2019年9月15日、湘南ボウル2階）
　　・ピンクリボンかながわin湘南モノレール（2019年10月27日、湘南モノレール大船駅）
　　・鎌倉もののふツアー（2019年11月3日、湘南ボウル2階）
　　・合格祈願受験生応援キャンペーン合格祈願祭（2019年11月16日、湘南モノレール大船駅）
　　・鎌倉もののふツアー（2019年11月17日、湘南ボウル2階）
　　・鎧でボウリング合戦（2019年12月1日、湘南ボウル）
　　・毎日が旅行博（2020年1月12日、東京シティエアターミナル2階）
　　・おしごと体験（2020年7月、湘南ボウル2階）
　　・鎌倉武士まつり（2020年9月13日、湘南ボウル2階）
　　・鎌倉もののふツアー（2020年11月22日、湘南ボウル2階）
　　・合格祈願受験生応援キャンペーン（2020年11月）
　　・鎧でボウリング合戦（2020年12月5日、湘南ボウル）
　　・鎧でボウリング合戦（2021年3月27日、湘南ボウル）
　　・鎌倉子ども弓矢体験（2021年3月31日、湘南モノレール株式会社本社）

## その他
- 鎌倉もののふ隊を率いる鎌倉智士は、「鎌倉市非公認ゆるキャラMr鎌倉くん」を称している。
- 鎌倉智士は、俳優の眞田規史、アナウンサーの山縣綾らと小学校の同級生。
- 鎌倉智士は、2002年（平成14年）に「asakaの戦国史」のシナリオ「小助官兵衛の戦国史」を作成している。当時「日本最大級のシミュレーションゲーム」と称されていたが、20年経った現在でもtwitterなどのSNSでは「死ぬほどハマってた」「神ゲー」「マジオススメ」「間違いなく今も続く歴史趣味の入口のひとつ」「モンハンより難しいゲーム」「戦国史No.1圧倒的な城、武将、大名数を誇るシナリオ。（世界一??）」などと未だに話題にあがっている。
- 鎌倉智士は、2004年（平成16年）に三国志NET『国取物語』ミライス鯖に「黒一色」という国をつくり「黒智」というプレイヤー名で参戦しており、1国ながら50人以上を抱える国となるもののわずか3か月ほどでミライス鯖が急に閉鎖。2chラウンジ固定エク氏面に参戦すると12都市120人以上を抱える一大勢力になる。管理人エク氏率いる神聖ラウンジ国(ラウンジャー)に度々奇襲にあい、急なシステム変更に苦悩したためゲームを棄権した。多くの奇襲国家を寝る間もないほどの対応で迎撃したことや「トイレにも全く行けなかった」などが伝説となり、その影響力により全く関係ない戦国wikiや戦国史演義wikiなどにも名が記載された。人数が一気に膨れ上がったことで、2chで｢ゴキブリのようにわいて出てくる｣と揶揄されたり敵視され、多重疑惑も浮上していた。鎌倉智士が大学卒業後(23歳)保育士として就職したころである。[91]
- 鎌倉智士は、2014年（平成26年）に鎌倉武士体験処を運営開始。鎌倉市商工業元気アップ事業8th(ビジネスコンテスト)のグランプリ受賞しており、鎌倉市認定事業となっている。[92]また、神奈川県観光魅力創造協議会選定-横須賀三浦地域鎌倉市部門に選出されており、神奈川県認定事業にもなっている。[93]

### 鎌倉武士体験処
- 鎌倉武士体験処では、主に平日には小学生、中学生、高校生などの校外学習や修学旅行、社会科見学など、歴史体験学習サポートを行っている。土日祝日には観光客向けにもサービスを提供している。源平合戦の時代、平安時代から鎌倉時代にかけての大鎧や胴丸などの鎧を中心に、白拍子、僧兵などの時代装束を着用し、室内および屋外で撮影を行うなどの体験ができる。装束体験を通して歴史を知るきっかけづくりとして活動を行っている。
- 地域のお祭りやイベントなどでは「鎌倉子ども弓矢体験」を行っている。幼児から小学生向けに、鎧を着用して弓矢を射る体験、弓矢を作るワークショップなどの体験を通して、歴史を知るきっかけづくりとして活動を行っている。
- 地域のお祭りやイベントなどでは「鎌倉子ども源平合戦」を行っている。柔らかい素材の刀を使用し、古代の遊びであるちゃんばらを通じて幼児から大人まで幅広い世代間交流や歴史を知るきっかけづくりとして活動を行っている。
- 主に小学生、中学生、高校生向けに「栴檀板お守りキーホルダーづくり」ワークショップを行っている。土日祝日には観光客などの大人も体験できる。鎧の一部品を作ることを通じて伝統工芸や歴史を知るきっかけづくりとして活動を行っている。
- 古代食(陣中食)を体験する「鎌倉もののふのメシ」を行っている。豆醤を塗った焼きおにぎり、餅米の塩おにぎり、干飯、焼き米(煎り玄米)、梅干、にぼし、大豆、納豆、味噌玉(焼き味噌)、芋茎の荷縄(味噌汁)、兵糧丸、いなごなどの昆虫食、蜂蜜酒、濁酒など、かつて武士が食べていた陣中食あるいは戦陣食を資料に基づいて再現。古代の食文化や歴史を知るきっかけづくりとして活動を行っている。
- 鎌倉武士体験処では、盤双六体験を行っている。飛鳥時代に日本に伝わったとされる世界最古のボードゲーム。かつて賭博化して家や子どもを賭けてしまうほど大流行した伝統的な遊びを体験することを通じ、歴史を知るきっかけづくりとして活動を行っている。

### 鎌倉もののふ一座
- 鎌倉もののふ一座は、演舞や演劇を行う歴史活動サークル。定期的に演舞の練習を行い、地域のお祭りやイベントなどの舞台(ステージ)で舞う機会を作っている。演舞を行う側にとっても、観る側にとっても、歴史を知るきっかけづくりとして活動を行っている。また、地域のお祭りやイベントなどの他にも神社仏閣などで奉納演劇を行っている。地域にゆかりの深い歴史上の人物をテーマに舞台で演じることで、その功績を称えるとともに、次世代に「地元のヒーロー」「地元の歴史上の人物」を知ってもらい、語り継ぐための活動として行っている。
- 定期的に講師を招き、古武術講習会、剣術講習会、殺陣講習会、大鎧で流鏑馬スクールなど「鎌倉もののふ道場」を行っている。

### 鎌倉武士ガイド
- 鎌倉武士ガイドでは、主に平日には小学生、中学生、高校生など学生向けに「知る人ぞ知る鎌倉の古道めぐり」を行っている。ガイドブックなどには載っていない、観光客が普段訪れないようなマニアックな史蹟を中心に案内。鎌倉の歴史を語り継ぐための活動として行っている。土日祝日など空きがあれば観光客の依頼も受け付けている。

### 鎌倉武士講演会
- 鎌倉武士ガ講演会は、主に平日に小学校、中学校、高校校などに武士が赴き、地元の武士の歴史を語る活動を行っている。

### 鎌倉鎧兜づくり教室
- 鎌倉鎧兜づくり教室は、平安時代から鎌倉時代にかけての鎧兜をつくることのできる教室。現在はオンライン教室も行われている。大鎧、胴丸、腹巻、腹当、兜など1,000年以上前の伝統工芸を体験することを通じて、歴史を知るきっかけづくりとして活動を行っている。
- 鎌倉鎧兜づくり教室では「大鎧講習会」を行っている。前半は座学で鎧兜の変遷を学び、後半は実際に鎧兜など装束を身につける体験。どのような歴史的背景で鎧が生まれ、また変遷してきたのかを学ぶことを通じ、歴史を知るきっかけづくりとして活動を行っている。
- 鎌倉鎧兜づくり教室では「長刀づくり講習会」「打刀を太刀拵に変える講習会」「箙づくり講習会」など行っている。
- 鎧屋星月(鎌倉武士の店)では伝統装束、折烏帽子、揉烏帽子、直垂、籠手、臑当、臑巾、毛沓などの販売を行っている。また神社仏閣に鎧兜を奉納している。神社仏閣に鎧兜を奉納することを通じて、その地域の次世代の子どもたちに歴史を語り継ぎ、あるいは知るきっかけづくりとして行っている。山車人形の鎧兜も作っている。